# Batalha de Tskhinvali

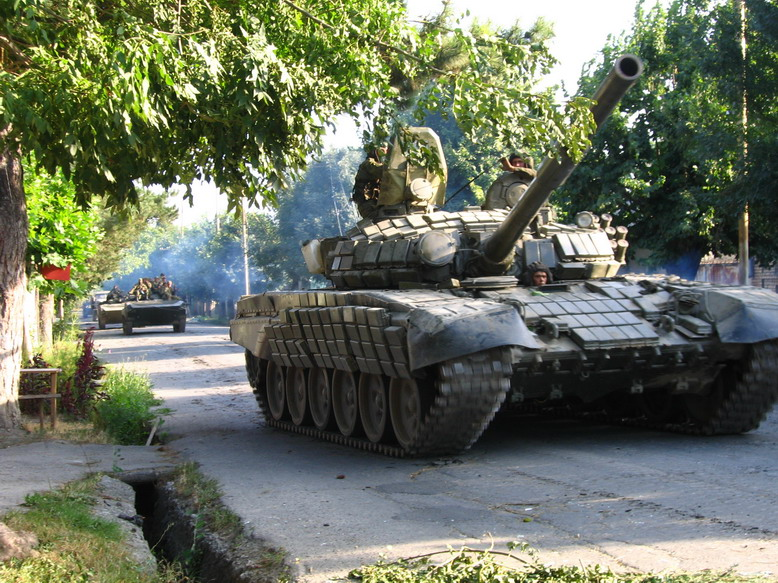
Blindados do exército russo em Tskhinvali.

A batalha de Tskhinvali foi o primeiro conflito da guerra na Ossétia do Sul em 2008, quando tropas georgianas atacaram a república Ossétia do Sul. As tropas terrestres georgianas entraram na cidade no início de 8 de agosto de 2008, após um ataque de artilharia. Os georgianos assumiram o controle da maior parte da cidade em horas. As principais forças russas começaram a entrar na Ossétia do Sul através do túnel de Roki. Depois de serem inicialmente forçadas a retirar, as tropas georgianas fizeram várias tentativas para retomar a cidade. Devido à difícil logística do terreno, a chegada de reforços russos foi lenta. Após combates ferozes, as tropas georgianas foram finalmente forçadas a retirar-se da cidade na noite de 10 de agosto. Em 11 de agosto, todas as tropas georgianas deixaram a Ossétia do Sul. Partes de Tskhinvali foram devastadas nos combates de três dias.